# Macromya lucens
Macromya lucens là một loài ruồi trong họ Tachinidae.